# Aristochroodes
Aristochroodes is een geslacht van kevers uit de familie van de loopkevers (Carabidae). De wetenschappelijke naam van het geslacht is voor het eerst geldig gepubliceerd in 1993 door Marcillac.

## Soorten
Het geslacht Aristochroodes is monotypisch en omvat slechts de volgende soort:
- Aristochroodes reginae (Marcilhac, 1993)